# Части тела (сезон 6)
«Ча́сти те́ла» (англ. Nip/Tuck) — американская телевизионная драма, созданная Райаном Мёрфи и выходившая в эфир с 2003 по 2010 год.

## Сюжет
Шон и Кристиан становятся одними из самых знаменитых пластических хирургов страны. Кристиан подаёт на развод с Лиз, после того как узнаёт, что вылечился от рака. При этом экономический кризис коснулся клиники Макнамара/Трой, и поэтому Кристиан и Шон всеми способами пытаются раздобыть деньги. Мэтт начинает совершать нападения на продуктовые магазины с целью получить деньги. Эрика собирается отсудить у Шона и Джулии детей, а у дочери Шона, Энни, возникают подростковые проблемы.

## В ролях

### Основной состав
- Дилан Уолш — Шон Макнамара
- Джулиан Макмэхон — Кристиан Трой
- Джон Хенсли — Мэтт Макнамара
- Джоэли Ричардсон — Джулия Макнамара
- Рома Маффия — Лиз Круз
- Келли Карлсон — Кимбер Генри

### Приглашённые звёзды
- Келси Линн Бэтилан — Энни МакНамара
- Роуз МакГоуэн — Теодора Роу
- Мелани Гриффит — Бренди
- Ванесса Редгрейв — Доктор Эрика Нотон
- Жилль Марини — Ренальдо Панеттьери
- Фамке Янссен — Эва Мур
- Марио Лопес — Доктор Майк Хамоуи
- Кэндис Кейн — Алексис Стоун
- Мэлани Диаз — Рамона
- Гарольд Гулд — Уолтер Кригер
- Марк Дэклин — Скип Пирс
- Роберт Ласардо — Эскобар Галлардо
- Патрик Килпатрик — Дэнни Кесслер
- Кирстен Уоррен — Дженни Джаггс
- Кристен Истабрук — Шейла Карлтон
- Нил Патрик — Брендан МакНамара
- Джоан Риверз — Играет саму себя
- Джезайя и Джошуа Генри — Уилбер Трой

Кэти Сакхофф отказалась от съёмок в шестом сезоне из-за предложенной главной роли в пилоте Lost & Found. Вместо неё в роли Тео в нескольких эпизодах снялась Роуз Макгоуэн.

## Список эпизодов
| Эпизод | Название                | Дата выхода в эфир | Режиссёр          | Сценаристы              |
| --- | ----------------------- | ------------------ | ----------------- | ----------------------- |
| |                         |                    |                   |                         |
| 6x01 | Don Hoberman            | 14 октября 2009    | Брэд Фолчак       | Райан Мёрфи             |
| В связи с финансовым кризисом клиентов почти нет, из-за чего у Шона возникает бессонница. Мэтт увлекается пантомимой, но это не приносит ему денег, в которых он так нуждается. Кристиан намерен развестись с Лиз, которая жаждет отомстить ему за это.                                                                        |                         |                    |                   |                         |
| |                         |                    |                   |                         |
| 6x02 | Enigma                  | 21 октября 2009    | Джон Стюарт Скотт | Лин Грин и Ричард Леви  |
| Родители насильно привели своего сына на операцию по удалению символики сатанизма. Шон борется с бессонницей опасными способами. Кимбер и Кристиан придумывают новый бизнес, а Лиз с трудом отзывает свой иск. |                         |                    |                   |                         |
| |                         |                    |                   |                         |
| 6x03 | Briggitte Reinholt      | 28 октября 2009    | Дирк Крафт        | Шон Яблонски            |
| Мужчина-трансвестит желает сделать черты лица более женственными, это наводит Кристиана на шутку над Майком и Кимбер. Также дама после операции настаивает на восстановлении с помощью пиявок, чем пользуется Тедди, узнав в ней знакомую из другой жизни. К Шону приезжает Энни, у которой начались подростковые проблемы.    |                         |                    |                   |                         |
| |                         |                    |                   |                         |
| 6x04 | Jenny Juggs             | 4 ноября 2009      | Джесси Бочо       | Дженнифер Солт          |
| Гневная стриптизерша с огромным размером груди просит Кристиана сделать ей уменьшение. Тедди приглашает Шона вместе с детьми в поход, который она заранее спланировала, но планы меняются против нее. При очередном ограблении Мэтт получает отпор.                                                                            |                         |                    |                   |                         |
| |                         |                    |                   |                         |
| 6x05 | Abigail Sullivan        | 11 ноября 2009     | Джон Стюарт Скотт | Брэд Фолчак             |
| Женщина с недоразвитым паразитическим близнецом на плече решается на удаление. Тедди жестоко убита, и Шон наконец узнает о ней всю правду. Кристиан решает сдать Мэтта полиции, но тот пытается сбежать. |                         |                    |                   |                         |
| |                         |                    |                   |                         |
| 6x06 | Alexis Stone            | 18 ноября 2009     | Тим Хантер        | Хэнк Шилтон             |
| Транссексуальная женщина желает снова стать мужчиной. Эрика намерена лишить Шона и Джулию родительский прав. Майк сделал Кимбер предложение, которое не оставило Кристиана равнодушным. |                         |                    |                   |                         |
| |                         |                    |                   |                         |
| 6x07 | Alexis Stone, Part II   | 25 ноября 2009     | Джон Стюарт Скотт | Райан Мёрфи             |
| Алесис снова не хочет быть парнем и решает остановиться на середине — на третьем поле. Кристиан пытается помочь Мэтту с его проблемами в тюрьме. Шон и Джулия успешно продолжают борьбу с Эрикой, а Джулия даже решается на серьезную подставу для своей матери.                                                               |                         |                    |                   |                         |
| |                         |                    |                   |                         |
| 6x08 | Lola Wlodkowski         | 2 декабря 2009     | Эрик Столц        | Лин Грин и Ричард Левин |
| Воздерживающаяся от секса пара, для которых Барби и Кен пример, просят об удалении сосков, чтобы быть еще больше похожими на кукол, но Шон не выдерживает и вмешивается в их отношения. Толстой женщине, принимающей себя как есть, Кристиан предлагает сделать липосакцию, таким образом заставив ее усомниться в самооценке. |                         |                    |                   |                         |
| |                         |                    |                   |                         |
| 6x09 | Benny Nilsson           | 9 декабря 2009     | Джон Стюарт Скотт | Шон Яблонски            |
| Приемный сын делает операцию, чтобы быть больше похожим на отца, но на деле же выясняется, что для совсем другого. У Шона просит помощи его пропавший брат-наркоман, но Кристиан не доверят ему, преследуя свои цели. |                         |                    |                   |                         |
| |                         |                    |                   |                         |
| 6x10 | Wesley Clovis           | 16 декабря 2009    | Тэйт Донован      | Дженнифер Солт          |
| Прокурор предлагает сделку Шону и Кристиану: освобождение Мэтта взамен на липосакцию смертнику ради безболезненной казни. Кимбер беременна, но Кристиан против. В тюрьме Мэтту рассказывают, что он получил свободу путем смерти невинного человека.                                                                           |                         |                    |                   |                         |
| |                         |                    |                   |                         |
| 6x11 | Dan Daly                | 6 января 2010      | Элоди Кин         | Райан Мёрфи             |
| Мужчина с синдромом Лёша — Нихена желает устранить последствия этой болезни. Кристиан устраивает дорогой ремонт в офисе. В поездке за наградой университета Шон вспоминает свои с Кристианом студенческие годы. |                         |                    |                   |                         |
| |                         |                    |                   |                         |
| 6x12 | Willow Banks            | 13 января 2010     | Тим Хантер        | Брэд Фолчак             |
| Мужчина, пролежавший в коме 20 лет, хочет вернуть себе молодость. Красивая женщина, страдающая из-за излишнего внимания, решается на ухудшение привлекательности любыми путями, Кристиан также запускает себя. Кимбер декорирует квартиру Шона, это их сближает.                                                               |                         |                    |                   |                         |
| |                         |                    |                   |                         |
| 6x13 | Joel Seabrook           | 20 января 2010     | Тэйт Донован      | Хэнк Шилтон             |
| Мужчина исправляет последствия попытки самоубийства. Наслушавшись пациента, Кристиан пробует аутоасфиксию. Шон собирается уехать на помощь в Африку, но его останавливают новости о пропаже Кимбер. |                         |                    |                   |                         |
| |                         |                    |                   |                         |
| 6x14 | Sheila Carlton          | 27 января 2010     | Крэйг Зиск        | Лин Грин и Ричард Левин |
| Шейла пострадала от домашней обезьяны своей подруги, которая винит себя в этом. Приезжает мать Кимбер, которая напоминает Кристиану его жену. Шон знакомится с женой Кертиса. |                         |                    |                   |                         |
| |                         |                    |                   |                         |
| 6x15 | Virginia Hayes          | 3 февраля 2010     | Хэнк Шилтон       | Хэнк Шилтон             |
| Объявляется дочь Эскобара Галлардо, которая хочет узнать правду о своём прошлом, это вызывает у Шона чувство вины. Кристиан решается проучить женщину, укравшую чужую личность ради денег, но всё пошло не по его плану. |                         |                    |                   |                         |
| |                         |                    |                   |                         |
| 6x16 | Dr. Griffin             | 10 февраля 2010    | Диана Валентайн   | Шон Яблонски            |
| Шон и Кристиан посещают сеансы психолога, также к ним присоединяются Лиз и Мэтт. |                         |                    |                   |                         |
| |                         |                    |                   |                         |
| 6x17 | Christian Troy, Part II | 17 февраля 2010    | Тим Хантер        | Дженнифер Солт          |
| Хирурги начинают сомневаться в успешном будущем пластической хирургии. Шон делает инъекции, а Кристиан делает подтяжку лица, а затем выкладывает видео в интернет в качестве рекламы. Лиз знакомится с девушкой, которая не может принимать себя какой есть.                                                                   |                         |                    |                   |                         |
| |                         |                    |                   |                         |
| 6x18 | Walter & Edith Krieger  | 24 февраля 2010    | Дирк Крафт        | Брэд Фолчак             |
| Пожилая пара решает удалить тату из концлагерей нацистской Германии. В город за помощью приезжает Эва Мур, а Мэтт готовится к свадьбе. Также приезжает Джулия, с новостями о собственной свадьбе, что ставит точку в отношениях между Кристианом и Шоном.                                                                      |                         |                    |                   |                         |
| |                         |                    |                   |                         |
| 6x19 | Hiro Yoshimura          | 3 марта 2010       | Джон Стюарт Скотт | Райан Мёрфи             |
| Пожилой мужчина, снимающийся в порно, обращается за помощью. Шон соглашается сделать операцию ребёнку Эвы, но та отказывается от него. Джулия с детьми уезжают, а Мэтт уезжает с Эвой. Шон уезжает помогать больным детям, а Кристиан берёт Лиз в свои партнеры.                                                               |                         |                    |                   |                         |
| |                         |                    |                   |                         |